# ティム・フリーズ・グリーン
ティム・フリーズ・グリーン（Tim Friese-Greene、本名・Timothy Alan Friese-Greene）は、英国のミュージシャン、音楽プロデューサー。1983年から1991年の解散までトーク・トークと共に活動し、現在はヘリゴランド（Heligoland）の名義でソロ・アルバムをリリースしている。映画監督として知られるクロード・フリーズ・グリーンの孫であり、写真家で発明家のウィリアム・フリーズ・グリーンのひ孫にあたる。

## 来歴

### プロデューサー
フリーズ・グリーンは、シングル「彼女はサイエンス（She Blinded Me with Science）」を含むトーマス・ドルビーのアルバム『光と物体』（1982年）の第2弾リリース版と、ブルー・ズー（Blue Zoo）のアルバム『2×2（Two By Two）』（1983年）を共同プロデュースした。また、プレイング・マンティスのアルバム『タイム・テルズ・ノー・ライズ (戦慄のマンティス)』（1981年）のキーボード演奏とプロデュースを担当。1982年の初めには、シングル「The Lion Sleeps Tonight」（英国チャートで3週にわたり1位）とそれに続くシングル「Fantasy Island」（5位に達した）でヒットを記録したポップ・グループ、タイト・フィット（Tight Fit）のそれらヒット曲を含む同名アルバムまでほとんどをプロデュースし、作曲も担当している。その後、1982年にノーランズのシングル「ドラゴンフライ」をプロデュースした。

### トーク・トークとの活動
フリーズ・グリーンは、アルバム『イッツ・マイ・ライフ』（1984年）のリミックスを支援する形でトーク・トークに参加した。その後、永続的なサポート・メンバーとして、1984年から1991年の間にトーク・トークの4枚のアルバム、『イッツ・マイ・ライフ』『カラー・オブ・スプリング』『スピリット・オブ・エデン』および『ラフィング・ストック』において、プロデュース、共作、キーボード演奏を担当した。彼はトーク・トークのライブ・ツアーにはプレイヤーとしてほとんど参加せず、バンドのプロモーション写真やミュージック・ビデオには出演したがらなかった。
その頃、ブライアン・ケネディによるアルバム『The Great War of Words』（1990年）をプロデュースしている。また、キャサリン・ホイールのアルバム『Ferment』（1992年）をプロデュースし、その後のバンドのリリース作品においてもキーボードを演奏した。

### トーク・トーク以降
ヘリゴランドとしてフリーズ・グリーンは2枚のEPと2枚のフル・アルバムをリリースした。ヘリゴランドのための音楽のほとんどを、自分自身で書き、楽器の演奏もほとんどひとりで行っている。
最新アルバム『10 Sketches For Piano Trio』は、ソロ名義でリリースされた。
2010年2月、自身のウェブサイトで、ニュー・アルバムの録音が重度の耳鳴りのため中断せざるをえなくなったと発表した。その後の12月の投稿では、ヘッドフォンを使わずにアルバムでの別の作業が進行中であることを明らかにした。

## ディスコグラフィ

### ヘリゴランド
- Creosote & Tar (1997年) ※EP
- Heligoland (2000年)
- Pitcher, Flask & Foxy Moxie (2006年)
- One Girl Among Many (2015年) ※EP

### ソロ
- 10 Sketches For Piano Trio (2009年)
- "I Would Change None For You" (2015年) ※シングル
- Melodic Apoptosis (2022年)

### トーク・トーク
- 『イッツ・マイ・ライフ』 - It's My Life (1984年)
- 『カラー・オブ・スプリング』 - The Colour of Spring (1986年)
- 『スピリット・オブ・エデン』 - Spirit of Eden (1988年)
- 『ラフィング・ストック』 - Laughing Stock (1991年)

### 主なプロデュース作品
- ゾーンズ : 『アンダー・インフルエンス』 - Under Influence (1979年)
- レコーズ : 『シェイズ・イン・ベッド』 - Shades In Bed (1979年) ※共同プロデュース
- ナイト : 『ロング・ディスタンス』 - Long Distance (1980年)
- タッチ : 『タッチ』 - Touch (1980年)
- プレイング・マンティス : 『タイム・テルズ・ノー・ライズ (戦慄のマンティス)』 - Time Tells No Lies (1981年)
- Ocean : Ocean (1981年)
- トーマス・ドルビー : 『光と物体』 - The Golden Age of Wireless (1982年) ※第2弾リリース版。共同プロデュース
- Tight Fit : Tight Fit (1982年)
- Jon English : "Josephine (Too Many Secrets)" (1982) ※シングル from In Roads
- ノーランズ : 「ドラゴンフライ」 - "Dragonfly" (1982年) ※シングル
- ブルー・ズー : 『2×2』 - Two By Two (1983年)
- トーク・トーク : 『イッツ・マイ・ライフ』 - It's My Life (1984年)
- トーク・トーク : 『カラー・オブ・スプリング』 - The Colour of Spring (1986年)
- Salvation Sunday : Cold Grey Eyes (1988年)
- トーク・トーク : 『スピリット・オブ・エデン』 - Spirit of Eden (1988年)
- ブライアン・ケネディ : The Great War of Words (1990年)
- ラッシュ : "Sweetness And Light" (1990年) ※EP
- トーク・トーク : 『ラフィング・ストック』 - Laughing Stock (1991年)
- キャサリン・ホイール : Ferment (1992年)
- Sidi Bou Said : Broooch (1993年)
- キャサリン・ホイール : Wishville (2000年)
- Firefly Burning : Skeleton Hill (2015年)
- Firefly Burning : Breathe Shallow (2019年)